# Gizaburuaga
Gizaburuaga – gmina w Hiszpanii, w prowincji Biskaja, w Kraju Basków, o powierzchni 6,32 km². W 2011 roku gmina liczyła 204 mieszkańców.